# Michelle Alexander (productora)
Ana Michelle Alexander Figueroa (Lima, 3 de junio de 1958) es una productora, guionista y directora de televisión peruana. Es la fundadora de la productora Del Barrio Producciones, donde desempeña en la producción de telenovelas y ficciones para la televisión peruana, incluyendo a las populares miniseries: Dina Páucar, la lucha por un sueño y Las vírgenes de la cumbia.

## Biografía

### Primeros años
Hija del productor de Panamericana Televisión Alberto Alexander, fue criada en Miraflores en sus primeros años. Realizó sus estudios de ingeniería en una universidad pero la abandonó por motivos personales. Posteriormente se dedicó a la carrera de comunicadora social y realizó trabajos para la FAO y el Ministerio de Agricultura a finales de los años 1970.
Se inició en la televisión como vestuarista de la telenovela Carmín. Posteriormente se encargó en la producción de Gamboa, así como los programas de no ficción El show de July, Beto a saber, Mil disculpas, y otros magacines del Canal A.
En 1993 colaboró con Eduardo Adrianzén para la telenovela Las mujeres de mi vida. Fue a mediados de la década de 2000 que se dedicó al mundo de la ficción con su obra para Frecuencia Latina Dina Páucar, la lucha por un sueño, basada en la vida de la cantante de música andina e interpretada por Magdyel Ugaz en su primera temporada. Fue un éxito y logró vencer en horario al programa Magaly TeVe e inspiró el interés sobre personajes de la vida real en dramas. Además, en 2005 dirigió la miniserie biográfica Chacalón: El ángel del pueblo y fue protagonizada por el actor Gustavo Cerrón. 

### Surgimiento de la productora Del Barrio e internacionalización
Después de formar una breve alianza con Susana Bahamonde y Margarita Morales-Macedo en generar miniseries como Las vírgenes de la cumbia y Viento y arena: La historia de Villa el Salvador, formó la empresa Del Barrio Producciones en 2006 para el proceso creativo y que trabaja junto a sus hijos Francisco Álvarez y Adriana Álvarez. Con Del Barrio se crearon series biográficas basadas en la selecciones nacionales juveniles de vóley y fútbol como Los jotitas y Matadoras.
Trabajó con el canal de televisión hasta 2008. Antes de su salida, realizó la serie Magnolia Merino, que aprovechó imagen de Magaly Medina para parodiarla; esto generó el rechazo de la Asociación Nacional de Anunciantes, y conllevó problemas judiciales por el derecho a la imagen al canal que compitió, pese a que la productora negó ser el motivo para distanciarse de Frecuencia Latina. También colaboró con Tula Rodríguez para el estreno de su magacín Reinas del mediodía.
Más adelante elaboró el piloto 7 perros de temática delictiva, con la colaboración del guionista Yashim Bahamonde y que fue comprada para transmitirse en 2013 sin éxito debido a la falta de auspiciadores. En 2009 elaboró el prototipo, adquirido del original de BBC Greats, El peruano más grande de todos los tiempos, cuya historia se basó en la participación de los internautas.
Después trabajó para América Televisión para adaptar la historia del grupo de cumbia Grupo 5. Originalmente la serie fue planificada para Panamericana Televisión, en que fue presentado como «la contratación del año». Posteriormente se enfocó en creaciones propias, cuyas historias trataban sobre «dificultades que atraviesan las mujeres» a lado de sus familias. El formato recurrido para mediados de los años 2010 es de «telenovela corta», con una estimación de 70 episodios por temporada y 15 escenas por episodio, dicho formato fue consolidado en Amor de madre ante la demanda de las telenovelas turcas en el país. Además, en 2011 produjo Machu Picchu: La joya del emperador, su primer documental en colaboración con Mávila Huertas. A partir de la colaboración, se produjeron tres documentales más.
En 2016 fue invitada como jurado del programa El gran show.
En 2020 Michelle anunció una alianza con su compañero corporativo Hugo Coya, ambos se incorporaron a la Academia Internacional de Artes y Ciencias de la Televisión. Para ese entonces, la productora emitía cerca de 280 horas de contenido anual. También confirmó en la Global Content Market que se alió con productoras locales para transmitir contenido a la India. En ese año dirigió su cortometraje Zulen y yo, obtenedor del premio nacional anual por la Dirección del Audiovisual, la Fonografía y los Nuevos Medios del Ministerio de Cultura.
En 2021 Del Barrio Producciones abrió sus operaciones en Miami para involucrarse en el talento internacional. Además, anunció que sus creaciones Amor de madre, Mi esperanza y Dos hermanas serán distribuidas en la televisión filipina. En 2022 fue reconocida por el medio The Originals en la lista de los «50 líderes más influyentes de la ficción iberoamericana».
En 2023 anunció su proyecto para Latinoamérica Mala víctima, tú eres la culpable en colaboración con la productora argentina Sinapsis. Además obtuvo dos galardones en el World Film Festival de Cannes.
En 2024, Hugo Coya anunció que se adentrará por primera vez en el mundo del cine como productora, con la dirección de Ani Alva Helfer, cuyo rodaje está previsto para marzo de 2025.

## Vida privada
Su hermano por parte de padre, Julián Alexander es el esposo de Ethel Pozo, la hija de Gisela Valcárcel y su hija Adriana es la pareja de André Silva, uno de sus actores principales.

## Créditos

### Series y telenovelas
| Año           | Título                                         | Rol                                                        | Canal                   | Notas                                                                         |
| ------------- | ---------------------------------------------- | ---------------------------------------------------------- | ----------------------- | ----------------------------------------------------------------------------- |
| 2004          | Dina Páucar, la lucha por un sueño (Teleserie) | Creadora, productora y directora                           | Frecuencia Latina       | Primera miniserie como MSM Producciones.                                      |
| 2005          | Chacalón: El ángel del pueblo (Miniserie)      | Productora y directora                                     | Frecuencia Latina       | Como MSM Producciones.Basada en la vida del cantante Lorenzo Palacios Quispe. |
| 2005          | Viento y arena (Miniserie)                     | Productora y directora                                     | Frecuencia Latina       | Como MSM Producciones.                                                        |
| 2005-2006     | Amores como el nuestro (Novela)                | Productora                                                 | Panamericana Televisión | Adaptación de Los de arriba y los de abajo.                                   |
| 2006          | Camino a casa (Miniserie)                      | Productora y directora                                     | Frecuencia Latina       | Primera miniserie de la productora Del Barrio Producciones.                   |
| 2006          | Las vírgenes de la cumbia (Teleserie)          | Primera temporada: Productora Segunda temporada: Directora | Frecuencia Latina       | Primera miniserie musical de Del Barrio Producciones.                         |
| 2007          | Yuru, la princesa amazónica (Miniserie)        | Productora y directora                                     | Frecuencia Latina       | [ 58 ]                                                                        |
| 2007          | Por la Sarita (Miniserie)                      | Productora y directora                                     | Frecuencia Latina       | [ 58 ] [ 59 ]                                                                 |
| 2007          | Néctar en el cielo (Miniserie)                 | Productora y directora                                     | Frecuencia Latina       | [ 60 ] [ 61 ] [ 62 ]                                                          |
| 2008          | Los jotitas (Miniserie)                        | Creadora y productora                                      | Frecuencia Latina       | [ 18 ] [ 63 ] [ 64 ]                                                          |
| 2008          | Los del barrio (Miniserie)                     | Productora y directora                                     | Frecuencia Latina       | [ 65 ]                                                                        |
| 2008          | Dina Páucar, el sueño continua (Teleserie)     | Productora y directora                                     | Frecuencia Latina       | [ 14 ] [ 66 ]                                                                 |
| 2008-2009     | Magnolia Merino (Miniserie)                    | Productora y directora                                     | Frecuencia Latina       | [ 21 ] [ 67 ]                                                                 |
| 2010          | Matadoras (Miniserie)                          | Productora                                                 | América Televisión      |                                                                               |
| 2010          | Puro corazón (Miniserie)                       | Productora                                                 | América Televisión      | [ 68 ]                                                                        |
| 2011-2012     | Gamarra (Novela)                               | Creadora y productora                                      | América Televisión      | [ 1 ]                                                                         |
| 2011-2012     | Yo no me llamo Natacha (Teleserie)             | Creadora y productora                                      | América Televisión      |                                                                               |
| 2012-2013     | La reina de las carretillas (Novela)           | Creadora y productora                                      | América Televisión      | [ 69 ]                                                                        |
| 2012-2014     | Mi amor, el wachimán (Teleserie)               | Creadora y productora                                      | América Televisión      | [ 70 ]                                                                        |
| 2013          | Vacaciones en Grecia (Miniserie)               | Creadora y productora                                      | América Televisión      | [ 71 ]                                                                        |
| 2013          | Derecho de familia (Miniserie)                 | Creadora y productora                                      | América Televisión      | [ 72 ]                                                                        |
| 2013-2014     | Cholo powers (Miniserie)                       | Creadora y productora                                      | América Televisión      | [ 73 ]                                                                        |
| 2014-2015     | Locura de amor (Miniserie)                     | Creadora y productora                                      | América Televisión      |                                                                               |
| 2015          | Pulseras rojas (Miniserie)                     | Creadora y productora                                      | América Televisión      | [ 74 ]                                                                        |
| 2015          | Amor de madre (Novela)                         | Creadora y productora                                      | América Televisión      | Primera telenovela producida en su integridad.                                |
| 2016          | Valiente amor (Novela)                         | Creadora y productora                                      | América Televisión      |                                                                               |
| 2016          | Mis tres Marías (Novela)                       | Creadora y productora                                      | América Televisión      | [ 75 ]                                                                        |
| 2017          | Solo una madre (Novela)                        | Creadora y productora                                      | América Televisión      |                                                                               |
| 2017          | Mujercitas (Novela)                            | Creadora y productora                                      | América Televisión      |                                                                               |
| 2017-2018     | Colorina (Novela)                              | Creadora y productora                                      | América Televisión      | [ 76 ]                                                                        |
| 2018          | Mi esperanza (Novela)                          | Creadora y productora                                      | América Televisión      |                                                                               |
| 2018-2019     | Ojitos hechiceros (Novela)                     | Creadora y productora                                      | América Televisión      |                                                                               |
| 2019          | Señores papis (Novela)                         | Creadora y productora                                      | América Televisión      |                                                                               |
| 2019          | En la piel de Alicia (Novela)                  | Creadora y productora                                      | América Televisión      |                                                                               |
| 2019-2020     | Chapa tu combi (Novela)                        | Creadora y productora                                      | América Televisión      |                                                                               |
| 2020/2021     | Dos hermanas (Novela)                          | Creadora y productora                                      | América Televisión      |                                                                               |
| 2020          | La otra orilla (Novela)                        | Creadora y productora                                      | América Televisión      | [ 77 ]                                                                        |
| 2020          | Mi vida sin ti (Novela)                        | Creadora, directora y productora                           | América Televisión      |                                                                               |
| 2021-2023     | Luz de luna (Novela)                           | Creadora y productora                                      | América Televisión      | [ 78 ]                                                                        |
| 2022-2023     | Maricucha (Novela)                             | Productora                                                 | América Televisión      |                                                                               |
| 2023          | Perdóname (Novela)                             | Creadora y productora                                      | América Televisión      |                                                                               |
| 2023–2024     | Luz de esperanza (Novela)                      | Creadora y productora                                      | América Televisión      |                                                                               |
| 2024–en pausa | Los otros Concha (Novela)                      | Creadora, directora y productora                           | América Televisión      |                                                                               |
| 2024          | Tu nombre y el mío (Novela)                    | Directora y productora                                     | América Televisión      |                                                                               |
| 2024–2025     | Nina de azúcar (Novela)                        | Creadora, directora y productora                           | América Televisión      |                                                                               |
| 2025–presente | Eres mi sangre (Novela)                        | Creadora y directora                                       | América Televisión      |                                                                               |

### Documentales
| Año  | Título                              | Canal              | Notas  |
| ---- | ----------------------------------- | ------------------ | ------ |
| 2011 | Machu Picchu, la joya del emperador | América Televisión | [ 36 ] |
| 2012 | Amazonas, la ruta indomable         | América Televisión | [ 37 ] |
| 2013 | La frontera azul                    | América Televisión | [ 38 ] |
| 2014 | Grau, caballero de los mares        | América Televisión |        |

### Cortometrajes
| Año  | Título     | Rol       | Notas  |
| ---- | ---------- | --------- | ------ |
| 2020 | Zulen y yo | Directora | [ 44 ] |
| 2021 | La rabia   | Directora | [ 79 ] |